# Урочиста декларація про Європейський Союз
Урочисту декларацію про Європейський Союз тодішні 10 глав держав і урядів підписали в неділю 19 червня 1983 року на Європейській Раді в Штутгарті.

У листопаді 1981 року уряди Німеччини та Італії представили державам-членам проєкт Європейського акту, призначений для подальшої європейської інтеграції. Відповідно до мандату, наданого Європейською радою від 26 і 27 листопада 1981 року, міністри закордонних справ доповіли Європейській раді Штутгарта про свою роботу над цим проєктом Акту.
Глави держав або урядів держав-членів Європейських Співтовариств на зустрічі в рамках Європейської Ради вирішили продовжити роботу, розпочату на основі Паризьких і Римських договорів, і створити об’єднану Європу, яка як ніколи необхідна для того, щоб протистояти небезпеці світової ситуації, здатної взяти на себе покладені на неї обов'язки завдяки своїй політичній ролі, економічному потенціалу та різноманітним зв'язкам з іншими народами...

 Глави держав і урядів, усвідомлюючи спільну долю та бажання стверджувати європейську ідентичність, підтверджують свою відданість прогресу до все більш тісного союзу між народами та державами-членами Європейського Співтовариства.
Декларація стала однією з віх, що привели до утворення Єдиного Європейського ринку в 1993 році.

Європейська рада в Штутгарті також скористалася нагодою, щоб засудити міжнародне втручання у конфлікти в Центральній Америці, зокрема в Сальвадорі та Нікарагуа. У їхній заяві з цього приводу йдеться:
Глави держав і урядів підтвердили свою велику зацікавленість подіями в Центральній Америці. Вони глибоко стурбовані економічними та соціальними умовами в багатьох частинах регіону, напруженістю, яку вони створюють, а також повсюдним нещастям і кровопролиттям.

 Вони впевнені, що проблеми Центральної Америки не можуть бути вирішені військовими засобами, а лише політичним рішенням, що випливає з самого регіону та з дотриманням принципів невтручання та недоторканности кордонів. Тому вони повністю підтримують поточну ініціативу Contadora Group. Вони підкреслили необхідність створення демократичних умов та суворого дотримання прав людини в усьому регіоні.

 Вони готові продовжувати вносити свій внесок у подальший розвиток регіону, щоб сприяти прогресу до стабільности.